# Duftender Täubling
Der Duftende Täubling oder Duftende Zwerg-Täubling (Russula odorata) ist eine Pilzart aus der Familie der Täublingsverwandten (Russulaceae). Der kleine bis mittelgroße Täubling mit dem rötlichen bis purpurbraunen Hut zeichnet sich durch sein sattgelbes Sporenpulver, den milden Geschmack und den süßlichen, mirabellenartigen Geruch aus. Er wächst gerne in Parkanlagen unter alten Eichen.

## Merkmale

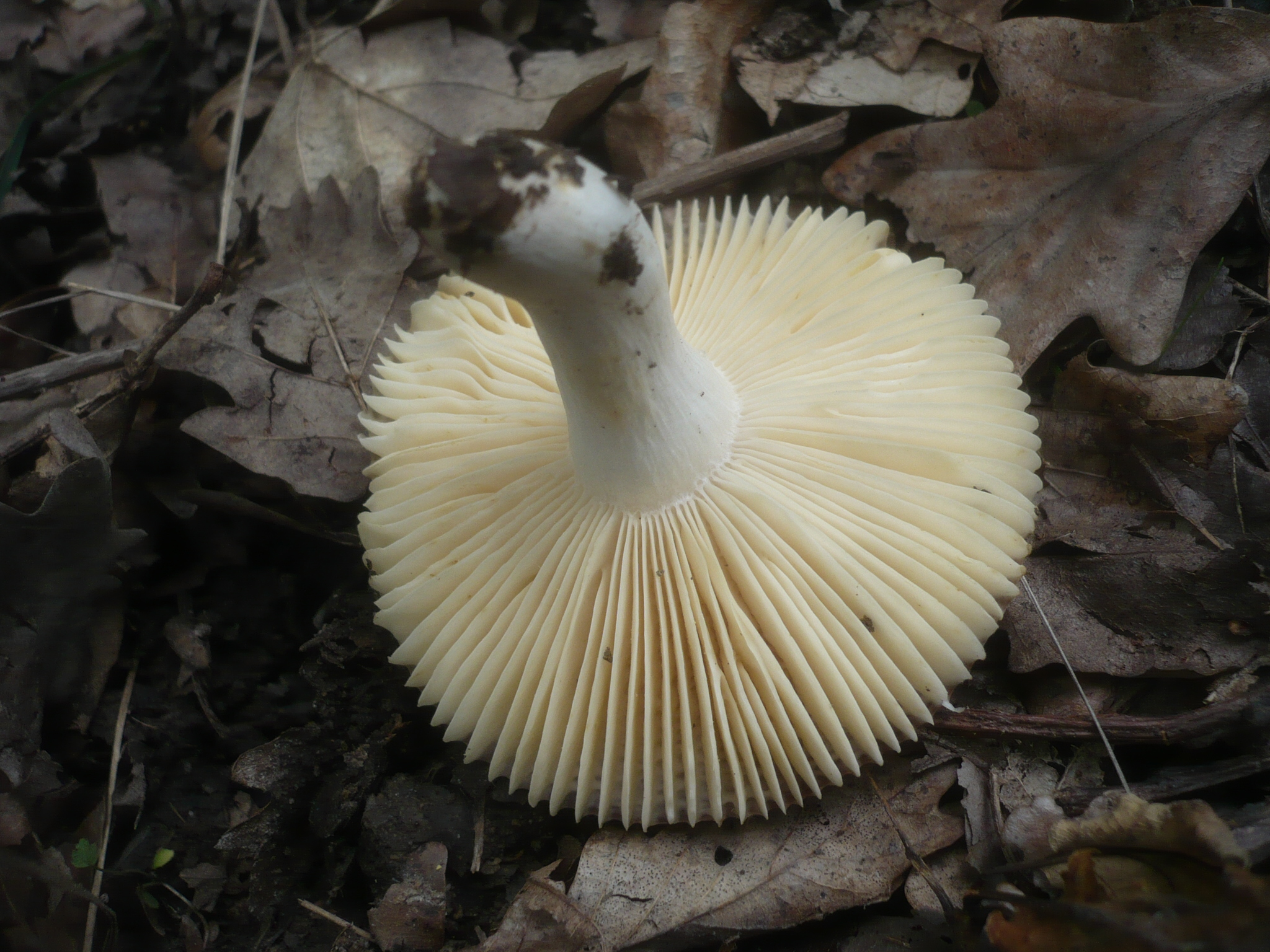
Hutunterseite des Duftenden Täublings mit den Lamellen

### Makroskopische Merkmale
Der Hut ist 2–6 cm breit und oft unregelmäßig verbogen, rötlich bis purpurbraun, auch schmutzig lila bis lilabraun und oft kupferfleckig. Junge Fruchtkörper sind mitunter rubinrot, reife Fruchtkörper oft stark verblasst und mehr oder weniger blassrot, grauorange bis bronze-oliv gefärbt. Die Mitte ist meist dunkler rotbräunlich oder kupferfarben und hat bisweilen einen Olivstich. Gelegentlich findet man auch creme-weißliche Exemplare mit ockerlichem Zentrum oder Formen mit sehr hellen, teilweise fast weißen Hüten. In solchen Kollektionen finden sich in aller Regel keine normal ausgefärbten Exemplare. Zumindest im Alter ist der Hutrand bis zur Hälfte deutlich höckerig gerieft. Die Huthaut lässt sich leicht abziehen und ist nur jung oder bei feuchter Witterung etwas schmierig.
Die Lamellen sind spröde, jung blass gelb, später sattgelb bis ockergelb. Das Sporenpulver ist ockergelb (IVc nach Romagnesi).
Der anfangs weißliche Stiel ist 2,0–4,0 cm lang und 0,5–1,0 cm breit. Er ist schon bald hohlkammrig (kavernös) und im Alter meist hohl und wird an der Basis gelblich bis braun-fleckig.
Das weißliche Fleisch ist ausgesprochen brüchig, Fraßstellen und Stielkavernen schwach gilbend. Der Geschmack ist mild, nur die Lamellen von jungen Exemplaren schmecken mitunter schärflich. Der Geruch ist sehr deutlich und sehr charakteristisch, direkt nach dem Aufnehmen riecht der Täubling geranienartig, ähnlich wie der Gallentäubling, doch schon bald ist der Geruch angenehm fruchtig-süßlich oder mirabellenartig. Nur in seltenen Fällen ist der Geruch schwach.

#### Chemische Farbreaktionen
Das Stielfleisch reagiert mit Guajak innerhalb von 30 Sekunden und wird intensiv tintenblau. Mit Eisensulfat verfärbt sich das Fleisch innerhalb von 2 Minuten blass orange bis zart rosa-braun.

### Mikroskopische Merkmale
Die Sporen sind 6,5–8,5 (9,0) µm lang und 6,0–7,0 (7,5) µm breit. Das Sporenornament wird bis zu 1,0 µm hoch und färbt sich meist intensiv an. Es zeigt deutlich verzweigte bis unverzweigte Grate. Es gibt nur wenige rundliche und isoliert stehende Warzen. Der Hilarfleck ist oft deutlich amyloid.
Die Pileozystiden sind zylindrisch bis schwach keulig, 50–70 µm lang und 3,5–6,0 µm (in seltenen Fällen bis 8 µm), breit und durch regelmäßig angeordnete Septen unterteilt. Mit Sulfovanillin färben sie sich graulich bis schwärzlich an.

## Artabgrenzung
Kleinere Täublinge mit violett oder purpurroter Hutfarbe und mildem Geschmack. Sporenpulver ockergelb.
- Der Wechselfarbige Dotter-Täubling erscheint schon früh in Laub- und Nadelwaldungen, die Sporenpulverfarbe ist dunkler und der Stiel gilbt höchstens schwach. Im Vergehen kann ein deutlicher Fruchtgeruch auftreten. Das Sporenornament ist isoliert warzig und in der Huthaut lassen sich Primordialhyphen nachweisen.
- Der Kiefern-Täubling ist eine spät im Jahr erscheinende Art, die vorzugsweise unter Kiefern erscheint. Der Stiel graut im Alter und bei Feuchtigkeit und gilbt nur selten und schwach. Der Geruch ist unbedeutend. Das Sporenornament ist gratig wie bei Russula odorata, doch im Durchschnitt niedriger (ca. 0,75 µm).
- Russula carpini ist eine typische Sommerart. Der Hut ist mit 2,5–12 cm gewöhnlich größer. Der Täubling kommt unter Hainbuchen auf mehr oder weniger lehmigen Böden vor und ist recht selten. Sein Sporenpulver ist dunkler und sein Stiel gilbt stärker.
- Der seltene Russula nauseosa erscheint früh unter Fichten. Auch sein Sporenpulver ist gelb. Der Stiel graut, besonders wenn durchwässert, gilbt aber nur schwach. Der Geruch ist schwach fruchtig. Das Sporenornament ist isoliert warzig, die Dermatozystiden sind stärker keulig.[1]

## Ökologie
Der Duftende Täubling ist wie alle Täublinge ein Mykorrhizapilz, der vorwiegend mit alten Eichen und bisweilen auch mit Hainbuchen eine symbiotische Beziehung eingeht.
Die Art erscheint als typische Parkart besonders gern in Parkanlagen unter Alteichen. Bisweilen findet man sie auch an grasigen bis schwach krautigen Waldwegrändern. In Wäldern trifft man sie eher seltener an, doch kann man sie in milden Lagen auch in bodensauren oder wärmeliebenden Eichen-Mischwäldern finden.
Der Täubling mag lehmige, mehr oder weniger mit Sanden durchmischte Böden. Auch auf tondurchmischten Sanden und seltener auf Gleyböden kann man ihn finden. Der Boden sollte mäßig humos, schwach saurer (pH-Werte zwischen 5 und 6) und frisch sein. Der Pilz bevorzugt halbschattige Standorte.
Die Fruchtkörper erscheinen von Mitte Juni bis Anfang November mit einem Maximum von Juli bis August.

## Verbreitung

Europäische Länder mit Fundnachweisen des Duftenden Täublings.
Legende:
Länder mit Fundmeldungen
Länder ohne Nachweise
keine Daten
außereuropäische Länder

Der Duftende Täubling ist eine temperate, (sub)atlantische Art, die in Nordafrika (Marokko), im westlichen Nordamerika und in Europa vorkommt.
In Deutschland kommt der Täubling von der Küste bis nach Bayern vor. Er ist im norddeutschen Flach- und Hügelland aber wesentlich häufiger als im Süden, wo er in vielen Bundesländern auf der Roten Liste in der Gefährdungskategorie RL2 geführt wird.

## Systematik

### Infragenerische Systematik
Der Duftende Täubling ist die Typart der Untersektion Odoratinae, die innerhalb der Sektion Tenellae steht. Die Vertreter der Untersektion haben einen deutlichen, angenehmen, oft geranienartigen Geruch und einen mehr oder weniger milden Geschmack. Das Sporenpulver ist variabel, cremefarben, ocker oder gelb. Das Fleisch gilbt, aber graut nicht.

### Unterarten und Varietäten
- Russula odorata var. rutilans   Sarnari (1986)

Fast gleich wie die Typart, aber mit lebhaft rotem oder kirschrotem Hut und schwärzlich karminroter Mitte, die nicht ausbleicht. Schwache oder keine Gilbung im Stiel.
- Russula odorata var. subtomentosa  Sarnari (1993)

Fast gleich wie die Typart, aber mit größerem Hut (7–9 cm) und mit trockener, samtiger Huthaut.

## Bedeutung
Die französische Gesellschaft für Mykologie stuft den Pilz als essbar ein, aber allein schon wegen seiner Seltenheit sollte man vom Genuss des Pilzes Abstand nehmen.